# My Song
My Song è un album in studio del musicista statunitense Keith Jarrett, pubblicato nel 1978.

## Tracce
1. Questar - 9:12
2. My Song - 6:12
3. Tabarka - 9:13
4. Country - 5:03
5. Mandala - 8:20
6. The Journey Home - 10:34

## Formazione
- Keith Jarrett - piano
- Jan Garbarek - sassofono tenore, sassofono soprano
- Palle Danielsson - basso
- Jon Christensen - batteria